# جيليس رينو
جيليس رينو (بالفرنسية: Gilles Renaud)‏
```
(و. 
1944
 – 
م
) هو 
ممثل
، من 
كندا
، ولد في 
مونتريال
.
[
1
]
[
2
]
[
3
]
```

## وصلات خارجية
- جيليس رينو على موقع IMDb (الإنجليزية)
- جيليس رينو على موقع ألو سيني (الفرنسية)
- جيليس رينو على موقع أول موفي (الإنجليزية)
- جيليس رينو على موقع قاعدة بيانات الأفلام السويدية (السويدية)
- جيليس رينو على موقع قاعدة بيانات الفيلم (الإنجليزية)
- جيليس رينو على موقع كينوبويسك (الروسية)